# Peter Bratschi
Peter Bratschi (* 6. Mai 1863 in Matten BE; † am 19. September 1925 in Zweisimmen) war ein Schweizer Lehrer, Landwirt und Politiker.

## Werdegang
Bratschi arbeitete als Landwirt und Volksschullehrer im Berner Oberland. 1922 wurde er als Vertreter des Simmentals in den Grossen Rat und in den Nationalrat gewählt. Er starb noch während seiner ersten Amtsperiode.

## Familie
Bratschi gehörte dem Lenker Stamm der einflussreichen Familie Bratschi an. Zu seinen Kindern zählte unter anderem der gleichnamige Politiker Peter Bratschi.